# Mientras arde el fuego
Mientras arde el fuego es una película dramática colombiana de 1979 dirigida y escrita por Julio Roberto Peña y protagonizada por Guillermo del Romero, Mireya Sánchez, Carlos Bello, Xiomara Navarro y Jorge Mario Abadía. Narra la historia de dos humildes campesinos que resultan intoxicados por los químicos con los que fumigaban sus cultivos y que sufren de la total indiferencia de las autoridades políticas y médicas del pueblo.

## Reparto
- Guillermo del Romero
- Mireya Sánchez
- Carlos Bello
- Xiomara Navarro
- Jorge Mario Abadía